# Liste der antiken Maler
Die Liste der antiken Maler versammelt alle namentlich bekannten Personen, die in der Antike auf dem Gebiet der Malerei tätig waren.
Nicht aufgenommen sind die Vasenmaler, siehe dafür Liste der griechischen Töpfer und Vasenmaler.
Die Liste befindet sich im Aufbau.

## A
- Aëtion
- Agatharchos
- Aglaophon der Ältere
- Aglaophon der Jüngere
- Alexandros
- Alkimachos
- Antiphilos
- Apelles
- Apollodor von Athen
- Arellius
- Aristarete
- Aristeides von Theben II
- Aristophon
- Asklepiades
- Asklepiodoros
- Attius Priscus (Maler)

## C
- Charmadas
- Cornelius Pinus

## D
- Damophilos (Koroplast und Maler)
- Deinias
- Demetrios
- Dionysios
- Dorotheos

## E
- Eirene
- Eumares
- Eupompos
- Euphranor (Bildhauer und Maler)

## F
- Famulus (oder Fabulus)

## G
- Glaukion
- Gorgasos (Koroplast und Maler)

## H
- Hygiainon

## I
- Iaia
- Ismenias

## K
- Kalates
- Kalliphon
- Kalypso
- Karterios, Mitte 3. Jahrhundert n. Chr.
- Kratinos
- Kydias

## L
- Lucius

## M
- Mareos
- Mikon der Ältere (Bildhauer und Maler)

## N
- Nikias
- Nikomachos

## O
- Olympias (Malerin)

## P
- Pamphilos
- Panainos
- Paramonos
- Pausias
- Philoxenos von Eretria
- Polygnotos

## R
- Publius Ragonius Erotianus

## S
- Saecundanus Florentinus

## T
- Tauriskos
- Theodotos
- Theodotos
- Timagoras aus Chalkis (Maler und Dichter)
- Timarete

## Z
- Zeuxis von Herakleia (Maler)